# 庇护一世
聖庇護一世（拉丁語：Sanctus Pius PP. I，約1世纪末—約157年或161年），142年或146年－157年或161年在位教宗。

## 譯名列表
- 庇護一世：梵蒂冈广播电台[永久]、天主教香港教區禮儀委員會：禧年專頁 （页面存档备份，存于）、《世界人名翻譯大辭典》1993年版作庇護。